# كاوري فوجينو
كاوري فوجينو (باليابانية: 藤野可織) (14 فبراير 1980، كيوتو في اليابان)؛ روائية يابانية.

## الجوائز
- جائزة أكوتاغاوا